# 大雲寺 (関市下迫間)
大雲寺（だいうんじ）は岐阜県関市下迫間にある聖観世音菩薩を本尊とする臨済宗妙心寺派の寺院で、山号は白華山。中濃八十八ヶ所霊場85番札所である。関藩主大島氏ゆかりの寺である。なお、関市伊勢町にも大島氏ゆかりの同名寺院、妙興山大雲寺がある。
天正年間に関の領主大島光義が寿岳宗彭を招いて建立したと伝わる。その後、四家に分かれた大島氏のうち迫間を領した大島光俊の一族が一族の菩提寺としたため、そのゆかりの品が残されている。境内にはかつて迫間山麓にあった大善寺で祀られていた聖観世音菩薩と阿弥陀如来を収める観音堂がある。
7月中旬に除雷に験があるいう十六善神を祀る十六善神祭が開かれ、信仰を集めている。

## 文化財

### 関市指定文化財
- 紺糸縅二枚胴具足

## 関連サイト
公式サイト